# 白毛紫珠
白毛紫珠（学名：Callicarpa candicans）是马鞭草科紫珠属的植物。分布在越南、印度尼西亚、马来西亚、菲律宾、印度、泰国、缅甸、澳大利亚以及中国大陆的广东等地，生长于海拔250米至1,000米的地区，多生在平原、路旁、山坡以及空旷荒芜之地，目前尚未由人工引种栽培。